# Sílvia Ferrando Luquin
Sílvia Ferrando Luquin és una directora d’escena, actriu i dramaturga catalana. També és doctora en arts escèniques, investigadora i professora a l'Institut del Teatre de la Diputació de Barcelona, institució de la qual en va ser la directora general fins al setembre de 2024.

## Trajectòria artística
Llicenciada en Matemàtiques per la Universitat Politècnica de Catalunya el 1999 i, posteriorment, en Direcció escènica i dramatúrgia per l’Institut del Teatre. Inicia la seva trajectòria artística com a actriu participant en les produccions de diferents directors d'escena, entre ells Ricard Salvat, Mario Gas o Joan Arqué.
De 2001 a 2008, dirigeix més d'una dotzena de muntatges que s'estrenen, entre altres llocs, al Teatre Lliure, al Festival Temporada Alta o al Festival Internacional de Teatre de Sitges. Exceptuant els clàssics La tempesta (2002) de Shakespeare i Els justos (2003) d'Albert Camus (2003), les seves peces són creacions escèniques a partir de textos no teatrals d'autors com Anton Txèkhov, Pier Paolo Pasolini o Julio Cortázar. Algunes d'aquestes creacions que parteixen de textos literaris reivindiquen l'autoria femenina de Mercè Rodoreda o de Camille Claudel.
El 2005, després de realitzar una formació de dos anys en dramatúrgia amb Javier Daulte a Sud-amèrica, col·labora amb la Fundació Promenor (a favor del niño) en un projecte de treball social i arts escèniques al Brasil.
A partir de 2009 comença una sèrie de projectes de creació en què assumeix tant la direcció com l'autoria textual. Aquests muntatges es van produir i estrenar en contextos internacionals a Argentina, Suïssa, Egipte i els Estats Units.
El 2017 inicia una trilogia que reflexiona al voltant dels rastres del passat franquista, colonial i patriarcal en la societat actual. Presenta les dues primeres obres d'aquesta sèrie conjuntament amb el col·lectiu José y Sus Hermanas, que funda i encapçala el mateix any. Amb ell estrena Los bancos regalan sandwicheras y chorizos (2017) i Arma de construcción masiva (2018), obres dedicades a pensar l'herència del franquisme en l'actualitat i la importància de l'educació. Aquestes peces es van poder veure en nombrosos teatres de Catalunya i de l'Estat Espanyol i van ser reconegudes amb dos premis de la Crítica.
El seu darrer espectacle, Hernán Cortés se escribe con ñ (2021), es va poder veure al Festival Grec de Barcelona. És la darrera part d'aquesta trilogia postdramàtica o "d'escena híbrida" i s'ocupa del llast colonial de les societat europees d'avui dia.

## Trajectòria docent i investigadora
Paral·lelament a la seva activitat artística, el 2002 inicia la seva activitat docent, impartint classes a la Universitat Politècnica de Catalunya, a Elisava i a diverses escoles de teatre de Madrid, Buenos Aires i Rio de Janeiro. El 2007 comença a donar classes a l’Institut del Teatre de Barcelona, al departament de Teoria i Història de les Arts Escèniques. A més de dirigir diversos tallers en l’especialitat d'interpretació, ha impartit classes de literatura dramàtica i teoria teatral, centre d’interès de la seva recerca com a investigadora. Des de 2010 dona classes de teoria feminista i decolonial a les tres especialitats de l'Escola Superior d'Art Dramàtic: Interpretació, Direcció i dramatúrgia i Escenografia. Així mateix, ha promogut la perspectiva de gènere i decolonial en els estudis teatrals i ha treballat a bastament la teoria i la literatura dramàtica des d’aquestes perspectives.
Com a docent i com a responsable de l’àrea de recerca i innovació de l’Institut del Teatre, càrrec que va ocupar de 2017 fins a 2021, s'interessa i promou les noves dramatúrgies, les metodologies contemporànies de creació, així com les noves formes de fer recerca en arts escèniques.  
També s'interessa en les noves pedagogies en arts escèniques i a repensar els reptes actuals de l'educació artística superior, com ara la superació de les disciplines artístiques tradicionals, el paper de la tecnologia en els espectacles o la preservació del llegat teatral propi i la seva renovació en clau contemporània. Des de l'Institut del Teatre, s'ha ocupat de crear ponts i espais de debat amb altres institucions educatives d'arts en viu com la School for New Dance Development (SNDO) d'Amsterdam o l'Institut d'Estudis Teatrals Aplicats de Giessen.
En l'àmbit de la recerca s'ha dedicat a reflexionar sobre les noves formes de teatre polític i l'ètica en la dramatúrgia del segle XX i XXI, especialment en les obres d'Albert Camus, Heiner Müller i Caryl Churchill. La major part de la seva producció acadèmica està dedicada a aquesta darrera autora, com atesten diversos articles a la revista Estudis Escènics o a la revista (Pausa.), on va coordinar un dossier sobre l'obra de Churchill (núm. 35, 2013). A la seva tesi doctoral, "Las dramaturgias de Caryl Churchill. El mundo y sus sombras", tracta d'articular com la dramaturga britànica compon formalment les seves obres i com s'aproxima a les qüestions del capitalisme post-thatcherista, el paper de les minories o la possibilitat de la revolució.

## Autoria escènica
- Hernán Cortés se escribe con ñ (2021).[11]

- Bitch (2020).[15]

- Arma de construcción masiva (2018).[8]

- Los bancos regalan sandwicheras y chorizos. (2017).

- Encontros (2014) de Helder Costas.[16]

- 7 Encontros (2013) de Helder Costas.[17]

- This is a Class! (2013).[6]

- BRUIT (2010). Creació i direcció conjuntament amb Francesca Pirami.[18]

- Una búlgara en un campamento de verano ruso en Cuba (2009). Creació i direcció conjuntament amb Maria Stoyanova.[19]

- Sing, sing sing (2009). Conjuntament amb la cia. Divinas.[20]

- Mnemosina (2008) amb Esther Pallejà.[21]

- Jardí del mirall trencat (2008). Creació col·lectiva a partir de textos de Mercè Rodoreda.[22]

- A la meva Mercè (2005). Creació a partir de contes de Mercè Rodoreda.[23]

- Camille (2004). Creació i direcció conjuntament amb Pep Munné, a partir de textos de Camille Claudel.[6]

- Els justos (2003) d'Albert Camus.[24]

- Rient cap a la foscor (2003) de Patrice Chaplin.[25]

- 1024 decibels (2003). Creació conjuntament amb Walter Rippel.[26]

- La tempesta (2002) de William Shakespeare.[27]

- La vuelta al día en ochenta mundos (2002). Creació a partir de textos de Julio Cortázar.[18]

- Paraula de Bergman (2002). Creació a partir del guió de Persona d'Ingmar Bergman.[28]

- Fragments de Passolini (2002). Creació de teatre-dansa a partir de textos de Pier Paolo Pasolini.[18]

- Rússia segle XX (2002). Creació a partir de textos d'Anton Txèkhov.[18]

## Producció acadèmica i literària[29]
- "Contra el entretenimento y dejar pasar la vida". Dramática 1 (2020): 88-91.

- Estudi introductori i traducció de CHURCHILL, Caryl. Bosc boig / Cor blau / Prou borratxo per dir t'estimo? / Escapada solitària. Comanegra, Institut del Teatre, 2018. ISBN 978-84-17188-60-3.

- "La caza de brujas. El chivo expiatorio de la medicina moderna (Vinegar Tom)." Estudis Escènics 43 (2018): 1-18.

- "Las dramaturgias de Caryl Churchill. El mundo y sus sombras", Tesi doctoral, Universitat Autònoma de Barcelona, 2016. http://hdl.handle.net/10803/385735

- "Teatro y revolución en la obra de Albert Camus, Heiner Müller y Caryl Churchill." Estudis Escènics 41-42 (2015): 64-71.

- "L’el·lipsi de l’individu." (Pausa.) 35 (2013).

- "L’Orestea, per què no?" Serra d'Or (2000).